# La febbre del petrolio
La febbre del petrolio (Boom Town) è un film del 1940, diretto da Jack Conway e interpretato da Clark Gable, Spencer Tracy, Claudette Colbert e Hedy Lamarr. Il cast di supporto comprende Frank Morgan, Lionel Atwill e Chill Wills. Una storia scritta da James Edward Grant sulla rivista Cosmopolitan intitolata "A Lady Comes to Burkburnett" ha fornito l'ispirazione per il film.  Fu prodotto e distribuito dalla Metro-Goldwyn-Mayer.

## Trama
"Big John" McMasters e "Square Jonathan"/"Shorty" Sand ( John "il Grosso" e Jonathan "Bassotto" nell'adattamento italiano) sono due cercatori di petrolio sfortunati che decidono di unire le loro forze. Sempre senza soldi, rubano attrezzature di perforazione al fornitore Luther Aldrich. Il loro pozzo si rivela dapprima un fallimento, e devono fuggire in fretta quando Aldrich si presenta con lo sceriffo per recuperare il materiale rubato. Ma i due petrolieri non si arrendono e, promettendo una percentuale ad Aldrich riescono a convincerlo a sostenerli per un secondo tentativo. Questa volta hanno successo e i tre diventano ricchi..
Quando Elizabeth "Betsy" Bartlett, sospirato ma non ricambiato amore di Sand, si presenta in città, McMasters e la donna si invaghiscono l'uno dell'altro e si sposano. Sand, preso alla sprovvista, deve accettare con riluttanza la situazione, desiderando che Betsy sia felice. Tuttavia la donna, nel primo anniversario di matrimonio, sorprende suo marito a divertirsi con una donna in un bar. Di conseguenza, Sand litiga con McMasters e lanciano una moneta per disputarsi l'intero giacimento petrolifero. Sand vince e Betsy, decisa a lasciare suo marito, ritorna sui suoi passi quando scopre che questi ha perso tutto.
In un'epoca di boom e di improvvisi crolli, McMasters riesce a risollevarsi divenendo uno dei più importanti estrattori di petrolio. Non pago della sua ricchezza, decide di trasferirsi a New York per espandersi nelle raffinerie e nella distribuzione, entrando quindi in competizione con l'ex cliente Harry Compton. Alla ricerca di informazioni riservate sui suoi rivali, assume la consulente di Compton, Karen Vanmeer, che usa i suoi contatti sociali e il suo fascino femminile per raccogliere informazioni nel settore.
Nel frattempo, Sand perde tutto quello che aveva costruito nel ramo petroli in Sud America a causa di una rivoluzione. Quando incontra McMasters a una convention di petrolieri, i due finalmente si riconciliano, e Sand va a lavorare per il suo vecchio amico. Quando sospetta che McMasters stia portando avanti una relazione con Karen, cerca di salvare il matrimonio di Betsy presentandosi alla presunta amante offrendosi di sposarla. Tuttavia la donna, indovinandone le ragioni - l'uomo lo sta facendo per Betsy, della quale è ancora innamorato -  declina l'offerta. 
Quando Betsy, non più felice a causa del ruolo marginale che ora occupa nella vita del marito, cerca di suicidarsi prendendo sonniferi, Sand decide che l'unico modo per aiutarla è mandare in bancarotta McMasters. Tuttavia perde la sua costosa battaglia con il suo ex amico e va in rovina. È solo quando chiede a McMasters di dare il divorzio a sua moglie che l'uomo sposato torna finalmente in sé. 
Più tardi, McMasters viene perseguito dal governo per aver violato lo Sherman Antitrust Act e finisce per perdere tutte le sue attività, pur non finendo incriminato ed evitando la prigione, anche grazie all'intervento provvidenziale di Sand come testimone nel processo. 
Alla fine, tornati poveri ma più felici, Sand e McMasters si alleano di nuovo nella ricerca di nuovi pozzi, con una rinata Betsy a sostenerli. Aldrich fornisce loro l'attrezzatura e l'intero ciclo ricomincia.

## Riconoscimenti
Nomination al premio oscar 1941 per la migliore fotografia e per i migliori effetti visivi.

## Produzione
Il film fu girato in due cittadine della California, Bakersfield e Taft. Altre riprese furono effettuate nel grande giacimento petrolifero di South Belridge, sempre in California.
L'attrice originariamente considerata per il ruolo di Betsy e per la quale il copione fu scritto era Myrna Loy. Il film divenne invece la seconda collaborazione di Gable con la Colbert, dopo il trionfo di Accadde una notte.
Gable e Tracy avevano già collaborato in due film, San Francisco e Arditi dell'aria, con esiti lusinghieri. Tuttavia Tracy fece problemi con la MGM per non essere al primo posto nei titoli, anche alla luce dei due premi Oscar consecutivi ricevuti nel 1938 e 1939. Il suo ottimo rapporto con Gable non ne risentì, ma l'anno dopo, al momento del rinnovo del suo contratto con lo studio, Tracy pretese e ottenne da quel momento in poi il posto d'onore fra i crediti. 
La lavorazione fu resa difficile dal rapporto complicato che Tracy ebbe con le due attrici protagoniste. Hedy Lamarr, in una parte di supporto molto apprezzata dalla critica, appare nel film dopo un'ora e 5 minuti dall'inizio ma ebbe pari dignità nei titoli come i tre protagonisti principali. La diva, al terzo film con lo studio, e che non poteva permettersi passi falsi dopo Questa donna è mia, si dichiarò molto soddisfatta, giudicando il suo ruolo " ...Un veicolo perfetto per dimostrare le mie capacità".

## Distribuzione
Il film venne distribuito in varie nazioni, fra cui:
- Stati Uniti d'America, Boom Town  30 agosto 1940
- Svezia, Glädjestaden  4 marzo 1941
- Finlandia, Humukaupunki   9 marzo 1941
- Australia,  17 aprile 1941
- Danimarca, Hvor olien sprang 19 dicembre 1946
- Francia, La Fièvre du pétrole 28 agosto 1946
- Giappone,  23 novembre 1947
- Germania, Draufgänger  12 novembre 1948

## Incassi
Il costo di produzione di 1.614.000 dollari era in linea con il budget previsto per una produzione di tale prestigio alla MGM. Al botteghino il film si rivelò un successo clamoroso. Solo in nord America il film incassò ben 3.664.000 dollari, risultando il primo incasso della stagione. A questo si aggiunsero altri 1.365.000 dollari nel resto del mondo, per un totale cumulativo di 5.029.000. Il profitto dello studio corrispose ad un esorbitante, per l'epoca, 1.892.000 dollari.

## Critica
Pellicola con tanta azione al suo interno, «ruggente» grazie anche alla bravura degli attori principali.